# Chiesa di Sant'Agnese (Treppo Carnico)
La chiesa di Sant'Agnese è la parrocchiale di Treppo Carnico, in provincia ed arcidiocesi di Udine; fa parte della forania della Montagna.

## Storia
La prima citazione di una chiesa a Treppo, filiale della pieve di Zuglio, risale al 1327. L'edificio venne interamente distrutto durante un'alluvione nel XVI secolo e dovette essere riedificato; nel 1764 la chiesa divenne parrocchiale. In quello stesso secolo fu eretto il campanile su disegno di Francesco Schiavi. L'attuale parrocchiale venne costruita tra il 1809 ed il 1816 su progetto del tolmezzino Angelo Schiavi e consacrata nel 1820, mentre nel 1801 fu realizzata la cupola in rame dalla forma a cipolla da una ditta austriaca. Nel 1929 furono consacrate le campane, chiamate Maria Dolores, Agnese, Antonia e Giuseppina. Infine, la chiesa venne ristrutturata in seguito ai danni riportati durante il terremoto del Friuli del 1976.

## Interno
Opere di pregio conservate all'interno della chiesa sono una pala raffigurante Sant'Antonio assieme ad un angelo, eseguita nel XIX secolo da Filippo Giuseppini, una con Sant'Anna assieme a dei Santi, opera settecentesca di scuola veneta, un dipinto che ha come soggetto Gesù nell'Orto degli Ulivi, realizzato da Basilio Lazzara, una pala del 1670 che rappresenta i Sant'Agnese, San Giorgio, i Santi Ermacora e Fortunato, la Via Crucis, opera di alcuni artigiani di Ortisei, e il marmoreo fonte battesimale, realizzato nel 1764.